# تاريخ التعليم

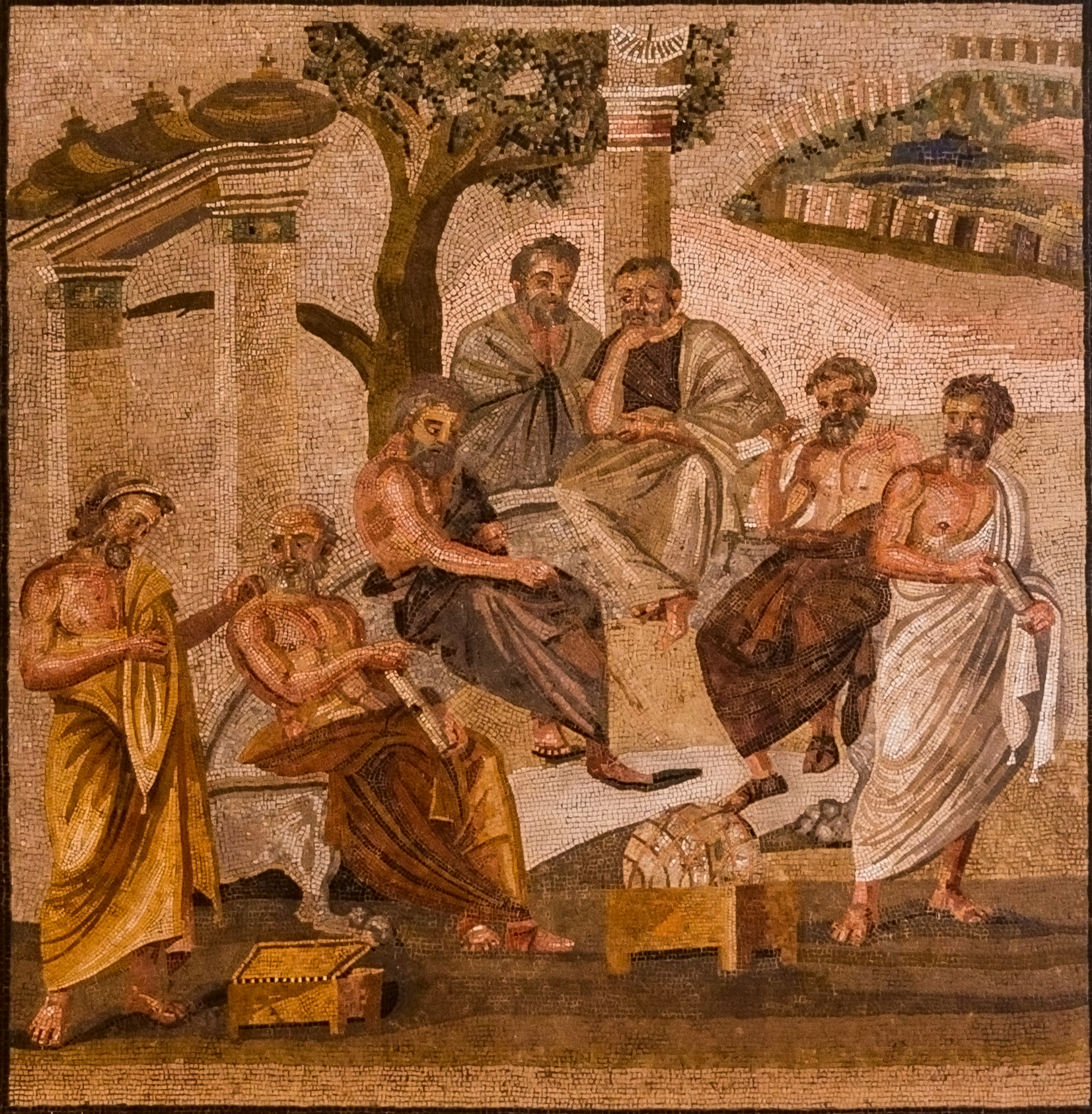
فسيفساء من بومبي (القرن الأول قبل الميلاد) تصور أكاديمية أفلاطون.

تاريخ التعليم أو تاريخ التربية، يمتد مثل أي تاريخ آخر، على الأقل إلى الوراء حتى أول السجلات المكتوبة التي استردت من الحضارات القديمة. وقد شملت الدراسات التاريخية كل أمة تقريبًا. وقد طورت أقدم مدرسة رسمية معروفة في المملكة الوسطى في مصر تحت إشراف خيتي، أمين صندوق منتوحوتب الثاني (2061-2010 قبل الميلاد). وفي الهند القديمة، كان التعليم يُقدم بشكل أساسي من خلال نظام التعليم الفيدي والبوذي، بينما أنشئ أول نظام تعليمي في الصين القديمة في عهد أسرة شيا (2076-1600 قبل الميلاد). وفي دول المدن في اليونان القديمة، كان معظم التعليم خاصًا، باستثناء إسبرطة. فعلى سبيل المثال، في أثينا، خلال القرنين الخامس والرابع قبل الميلاد، وبصرف النظر عن التدريب العسكري لمدة عامين، لعبت الدولة دورًا ضئيلًا في التعليم. وظهرت المدارس الأولى في روما القديمة بحلول منتصف القرن الرابع قبل الميلاد.
في أوروبا، خلال أوائل العصور الوسطى، كانت أديرة الكنيسة الرومانية الكاثوليكية مراكز التعليم ومحو الأمية، حيث حافظت على اختيار الكنيسة من تعلم اللاتينية وحافظت على فن الكتابة. في الحضارة الإسلامية التي انتشرت على طول الطريق بين الصين وإسبانيا خلال الفترة ما بين القرنين السابع والتاسع عشر، بدأ المسلمون التعليم من عام 622 في المدينة المنورة، وكان التعليم في البداية في المساجد ولكن بعد ذلك أصبحت المدارس منفصلة في المدارس المجاورة للمساجد. تستمد أنظمة التعليم الحديثة في أوروبا أصولها من مدارس العصور الوسطى العليا. تأسست معظم المدارس خلال هذه الحقبة على مبادئ دينية بهدف أساسي هو تدريب رجال الدين. كان للعديد من أقدم الجامعات، مثل جامعة باريس التي تأسست عام 1160، أساس مسيحي. بالإضافة إلى ذلك، كان هناك عدد من الجامعات العلمانية، مثل جامعة بولونيا التي تأسست عام 1088، وهي أقدم جامعة تعمل بشكل مستمر في العالم، وجامعة نابولي فيدريكو الثاني (التي تأسست عام 1224) في إيطاليا، وهي أقدم جامعة ممولة من الدولة تعمل بشكل مستمر في العالم.
في شمال أوروبا، استُبدل هذا التعليم الديني إلى حد كبير بأشكال التعليم الابتدائي بعد الإصلاح الديني. طوّر هربارت نظامًا تربويًا واسع الانتشار في المناطق الناطقة بالألمانية. بدأ التعليم الإلزامي الشامل في بروسيا حوالي عام 1800 بهدف "تخريج المزيد من الجنود والمواطنين المطيعين". بعد عام 1868، وضع الإصلاحيون اليابان على مسار سريع نحو التحديث، بنظام تعليم عام يُشبه نظام أوروبا الغربية. في الإمبراطورية الروسية، ووفقًا لتعداد عام 1897، شكّل المتعلمون 28% من السكان. كانت هناك شبكة قوية من الجامعات للطبقة العليا، ولكن كانت الخدمات المتاحة للجميع أضعف. أعلن فلاديمير لينين عام 1919 أن الهدف الرئيسي للحكومة السوفيتية هو القضاء على الأمية. وأنشئ نظام للتعليم الإلزامي الشامل. سُجّل ملايين البالغين الأميين في مدارس خاصة لمحو الأمية.